# Liste der Biografien/Klep
Liste der Biografien |
Portal Biografien |
Personensuche
# |
A |
B |
C |
D |
E |
F |
G |
H |
I |
J |
K |
L |
M |
N |
O |
P |
Q |
R |
S |
T |
U |
V |
W |
X |
Y |
Z |
?
 
Ka |
Kb |
Kc |
Kd |
Ke |
Kf |
Kg |
Kh |
Ki |
Kj |
Kl |
Km |
Kn |
Ko |
Kp |
Kr |
Ks |
Kt |
Ku |
Kv |
Kw |
Ky |
Kx |
Kz
 
Kla |
Kld |
Kle |
Kli |
Klj |
Klo |
Klu |
Kly
 
Klea |
Kleb |
Klec |
Kled |
Klee |
Klef |
Kleg |
Kleh |
Klei |
Klej |
Klek |
Klem |
Klen |
Kleo |
Klep |
Kler |
Kles |
Klet |
Kleu |
Klev |
Klew |
Kley |
Klez
Die Liste der Biografien führt alle Personen auf, die in der deutschsprachigen Wikipedia einen Artikel haben. Dieses ist eine Teilliste mit 64 Einträgen von Personen, deren Namen mit den Buchstaben „Klep“ beginnt.

## Klep

### Klepa
- Klepač, Andreja (* 1986), slowenische Tennisspielerin
- Klepac, Branko (* 1979), deutscher Basketballnationalspieler
- Klepacki, Frank (* 1974), amerikanischer Computerspiel-Komponist
- Klepacki, Jeffrey (* 1968), US-amerikanischer Ruderer und dreifacher Weltmeister
- Klepacki, Maksymilian (* 1998), polnischer Sprinter
- Klepacz, Franz (1926–2017), deutscher Fußballspieler
- Klepacz, Witold (* 1953), polnischer Politiker, Mitglied des Sejm
- Klepatz, Peter (1937–2001), deutscher Fußballspieler

### Klepc
- Klepczyński, Adrian (* 1981), polnischer Fußballspieler

### Klepe
- Klepeisz, Thomas (* 1991), österreichisch-deutscher BasketballspielerThomas Klepeisz (* 1991)

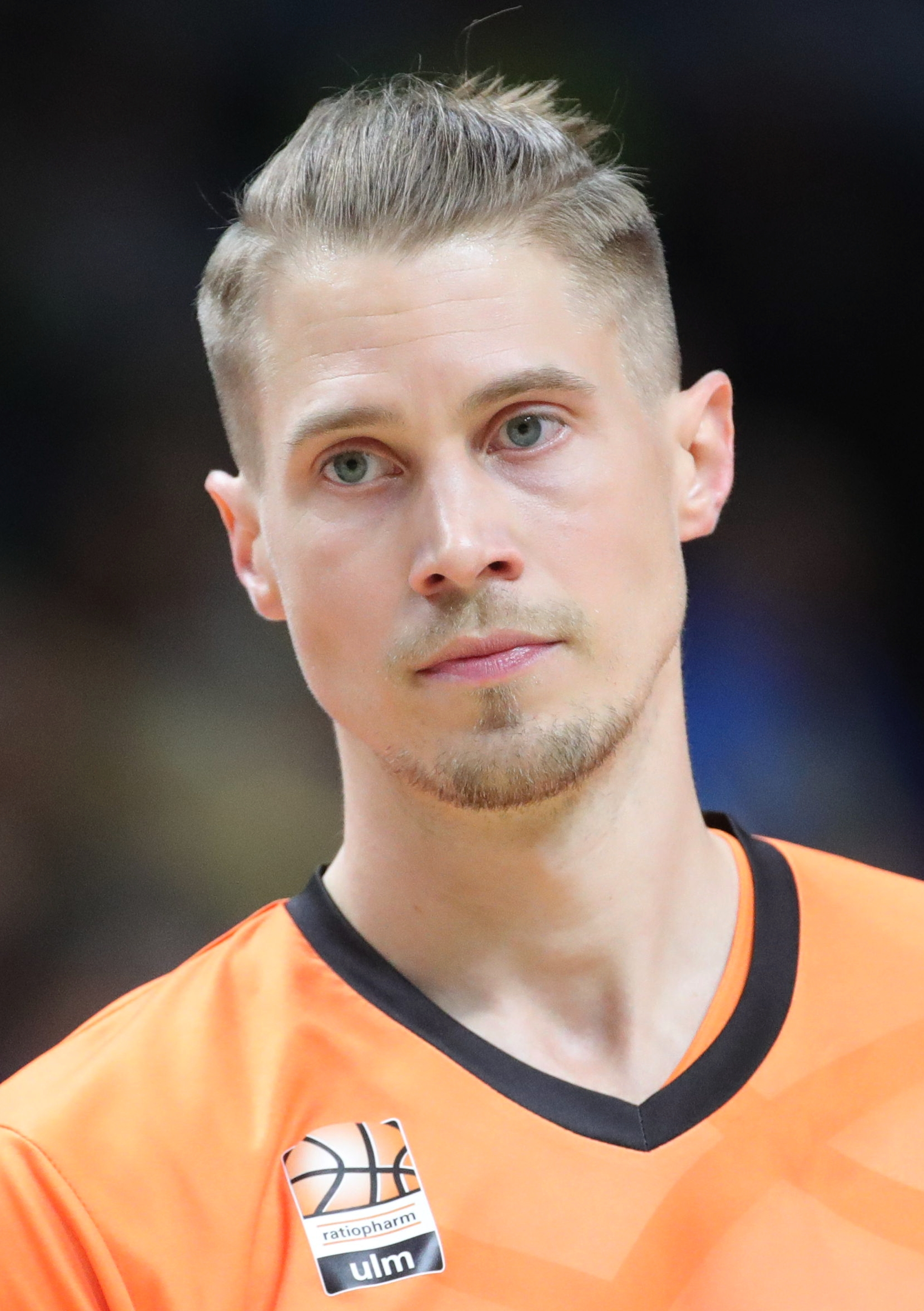
Thomas Klepeisz (* 1991)

- Klepel, Gottfried (* 1928), deutscher Ingenieur, Parteifunktionär und Staatssekretär (DDR)
- Klepell, Hermann (1918–1945), österreichischer Widerstandskämpfer
- Klepetař, Harry (1906–1994), tschechisch-amerikanischer Journalist und Hochschullehrer
- Klepetko, Walter (* 1955), österreichischer Thoraxchirurg

### Klepf
- Klepfisz, Irena (* 1941), US-amerikanische Schriftstellerin und Aktivistin
- Klepfisz, Michał (1913–1943), polnisches NS-Opfer

### Klepi
- Klepikow, Alexander Grigorjewitsch (1950–2021), sowjetischer Ruderer und Olympiasieger
- Klepikowa, Olga Wassiljewna (1915–2010), russische Segelfliegerin, Fluglehrerin und Testpilotin
- Klepiš, Jakub (* 1984), tschechischer Eishockeyspieler

### Klepk
- Klępka, Władysław (* 1942), polnischer Lyriker, Maler und Übersetzer
- Klepke, Waldemar (1882–1945), deutscher General der Flieger im Zweiten Weltkrieg

### Klepl
- Klepl, Max (1864–1936), deutscher Ökonomierat und Schuldirektor

### Klepp
- Klepp, Philipp (1894–1958), deutscher Politiker (Stahlhelm) und Hamburger Senator
- Klepp, Silja (* 1976), deutsche Anthropologin und Hochschullehrerin
- Kleppa, Magnhild Meltveit (* 1948), norwegische Politikerin, Mitglied des Storting
- Kleppan, Amund (* 1996), norwegischer Jazzmusiker (Schlagzeug, Komposition)
- Kleppe, Johan (1928–2022), norwegischer Veterinärmediziner und Politiker
- Kleppe, Karl (1889–1945), Widerstandskämpfer
- Kleppe, Kjell (1934–1988), norwegischer Biochemiker
- Kleppe, Per (1923–2021), norwegischer Politiker (Arbeiderpartiet), Minister und Generalsekretär der EFTA
- Kleppe, Thomas S. (1919–2007), US-amerikanischer Politiker
- Kleppe, Torgjer (* 1952), norwegischer Automobilrennfahrer
- Kleppen, Hans (1907–2009), norwegischer Skispringer
- Klepper, Beate (* 1965), deutsche Autorin
- Klepper, Frank B. (1864–1933), US-amerikanischer Politiker
- Klepper, Gernot (1951–2024), deutscher Ökonom
- Klepper, Jochen (1903–1942), deutscher Journalist, Schriftsteller und Liederdichter
- Klepper, Johann (1868–1949), deutscher Unternehmer
- Klepper, Leon (1900–1991), rumänischer Komponist
- Klepper, Martin (* 1963), deutscher Literaturwissenschaftler
- Klepper, Otto (1888–1957), deutscher Jurist und Politiker (DNVP, später parteilos)
- Klepper, Regina (* 1957), deutsche Opern- und Konzertsängerin (Sopran)
- Klepper, Thomas (* 1965), deutscher Fußballspieler
- Klepper, Walter Michael (1929–2008), rumänisch-deutscher Komponist
- Klepper-Paar, Hildegard (* 1932), rumäniendeutsche Grafikerin
- Klepper-Purjahn, Lieselotte (* 1910), deutsche Malerin, Grafikerin und Illustratorin
- Kleppich, Lars (* 1967), australischer Windsurfer
- Kleppien, Axel-Björn (* 1939), deutscher General (letzter Dienstgrad Generalleutnant)
- Kleppin, Karin (* 1949), deutsche Sprachwissenschaftlerin
- Klepping, Konrad, deutscher Hansekaufmann
- Kleppinger, Gerhard (* 1958), deutscher Fußballspieler und -trainerGerhard Kleppinger (* 1958)

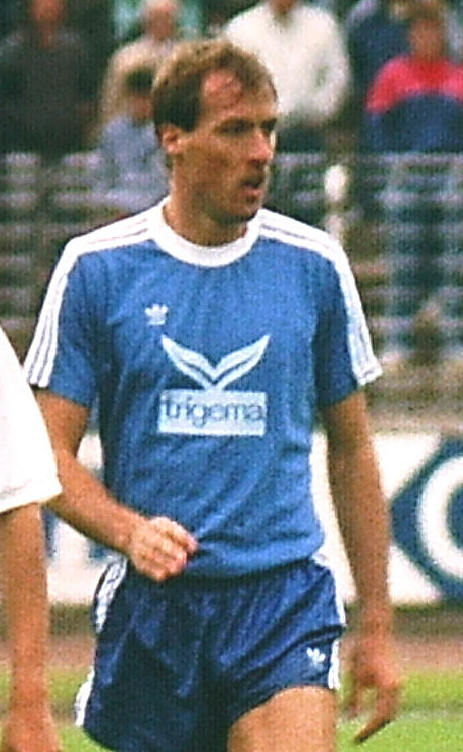
Gerhard Kleppinger (* 1958)

- Kleppner, Daniel (1932–2025), US-amerikanischer Physiker

### Kleps
- Klepsch, Annekatrin (* 1977), deutsche Politikerin (Die Linke), Beigeordnete im Bereich Kultur und Tourismus der Landeshauptstadt Dresden
- Klepsch, Barbara (* 1965), deutsche Politikerin (CDU) und sächsische Ministerin für Kultur und Tourismus
- Klepsch, Christoph (1898–1990), sudetendeutscher Unternehmer und Gaujägermeister
- Klepsch, Egon (1930–2010), deutscher Politiker (CDU). MdB, MdEP
- Klepsch, Gerlinde-Martina (1924–2022), deutsche Bildhauerin, Zeichnerin, Graphikerin
- Klepsch, Johann (1894–1968), österreichischer Polizist und SS-Führer
- Klepsch, Michael (* 1955), deutscher Diplomat
- Klepsch, Michael Carlo (* 1964), deutscher Historiker, Publizist und Kulturpolitiker
- Klepsch, Sabine (* 1969), deutsche Juristin und Richterin am Einheitlichen Patentgericht
- Klepsch, Walther (1890–1979), deutscher Politiker (USPD)
- Klepsch, Winfried (* 1956), deutscher Weitspringer

### Klepz
- Klepzig, Richard (1860–1929), deutscher Architekt